# Eunhye Jeong
Eunhye Jeong (koreanisch 정은혜; * 7. Juli 1986) ist eine südkoreanische Jazzmusikerin (Piano, Komposition).

## Leben und Wirken
Jeong, die das Klavier im Alter von vier Jahren entdeckte, erhielt klassischen Klavierunterricht, seit sie sechs Jahre alt war. Nach einer Ausbildung in Seoul studierte sie Filmmusik und Klavierspiel am Berklee College of Music, wo sie 2013 ihren Master erhielt. Nachdem sie 2011 an einem Workshop zur traditionellen Musik Koreas teilgenommen hatte, gründete sie die Sigimsae – Berklee Korean Traditional Music Society. Auch nahm sie Unterricht bei dem Pansori-Meister Il-dong Bae. Zudem nahm sie am International Workshop in Jazz and Creative Music des Banff Centre for Arts and Creativity teil, den Vijay Iyer und Tyshawn Sorey ausrichteten.
Jeongs erste Alben Turtle Suite (2014), Chi-Da (2018) und 2 Begets 3 (2018) spiegeln ihre Auseinandersetzung mit der traditionellen Musik Koreas wider. 2020 veröffentlichte sie neben dem Album Abyss auch The Colliding Beings, Chi-Da, eine Aufnahme ihres Konzerts in Seoul mit Il-dong Bae, das von der Zeitschrift Sequenza 21 zu einem der besten Alben des Jahres 2020 gewählt wurde. 2021 erschien ihr Solo-Album Nolda auf ESP-Disk, das gute Kritiken erhielt. 2022 folgte bei 577 Records ihr Quintett-Album End of Time – KM-53 Project Vol. 1 (mit Allison Burik, Mina Kim, Max Ridley und Francisco Mela). Außerdem bildete sie ein Duo mit Michael Bisio, das 2025 im Album Morning Bells Whistle Bright mit Joe McPhee und Jay Rosen mündete.
Weiterhin arbeitete Jeong mit Wadada Leo Smith (im NDA-Ensemble, das beim dritten CREATE-Festival dessen Werk Divine Love neu interpretierte) und mit Okkyung Lee. Auch komponierte sie gemeinsam mit Munyungo Jackson die Musik für die Kurzfilme Payphone (2014) und Ancestry (2015).